# Jon Ander González Esteban
Jon Ander González Esteban (Baracaldo, Vizcaya, España, 4 de mayo de 1985) es un árbitro de fútbol español adscrito al CTA del País Vasco. Desde la temporada 2019-20 milita en la Segunda División (LaLiga Hypermotion).

## Trayectoria
Formado en el comité vasco, dirigió durante ocho temporadas en la Segunda División B (2011–2019). En la campaña 2019-20 debutó en el fútbol profesional como árbitro de la Segunda División, donde suma seis temporadas consecutivas. En 2020-21 fue distinguido con el Trofeo Guruceta al mejor árbitro de Segunda División.

## Temporadas
| Categoría          | País   | Años          | Partidos |
| ------------------ | ------ | ------------- | -------- |
| Segunda División B | España | 2011–2019     | 102      |
| Segunda División   | España | 2019–presente | 126      |

Datos de partidos por categoría según BDFutbol (actualizado a 17/08/2025).